# Echobrain
Echobrain — американський рок-гурт, в якому брав участь колишній бас-гітарист Metallica Джейсон Ньюстед.
Засновниками гурту є барабанщик Браян Саграфена та вокаліст Ділан Донкін. В кінці 90-х вони заснували фанк-гурт Discojefes і записали демо-версію, в якій взяв участь бас-гітарист Metallica Джейсон Ньюстед. Відомий музикант знав Саграфену ще з 1995 року, коли під час перегляду Супербоулу запросив до себе сусідів, одним з яких виявився 16-річний барабанщик, і вони джемували весь вечір замість перегляду гри. 1999 року в Мексиці Саграфена та Донкін записали декілька нових пісень, в чому їм допоміг Ньюстед. А вже 2000 року тріо вирушило в студію в Північній Каліфорнії, де записали повноцінний альбом за участі Джима Мартіна (Faith no More), Кірка Гемметта (Metallica) та музикантів Симфонічного оркестру Сан-Франциско.
В січні 2001 року Джейсон Ньюстед оголосив, що залишає Metallica. Хоча офіційною причиною стали проблеми зі здоров'ям бас-гітариста, ходили чутки, що фронтмен Metallica Джеймс Гетфілд був незадоволений сайд-проєктом колеги, вимагаючи, щоб той зосередився на роботі в гурті. Менше з тим, Ньюстед офіційно доєднався до колективу з Саграфеною та Донкіном, який отримав назву Echobrain.
В серпні 2001 року гурт відіграв перший концерт наживо, долучивши до концертного виступу гітариста Кріса Скіанні та клавішника Девіда Борла. 2002 року на лейблах Chophouse/Surfdog вийшов дебютний альбом Echobrain з однойменною назвою. Платівка не виправдала очікувань та продавалася дуже погано. За словами вокаліста Ділана Донкіна, основною причиною невдач стало намагання менеджменту позиціювати Echobrain як «гурт колишнього учасника Metallica»: «Усі думали, що ми метал-гурт… А ми ним ніколи не були. Ми — це зовсім інший гурт. Ніхто з металістів не купував <перший альбом>, і я їх за це не звинувачую. Якби я був металістом, я б, мабуть, теж не купив його».
Згодом Ньюстед залишив колектив, перейшовши до гурту Voivod та зосередившись на сольному проєкті Newsted. Замість нього до складу Echobrain увійшли Адам Донкін та Ендрю Гомес. Лейбл наполягав на тому, щоб другий альбом став ближчим до попмузики та містив хоча б одну хітову пісню, проте музиканти наполягли на тому, щоб дотримуватися власного стилю. Студійний альбом Glean все ж вийшов 2004 року і продавався трохи краще першого, менше з тим лейбл відмовився від активної промоції, не забезпечивши навіть концертного туру. Врешті решт, 2005 року Echobrain розпалися.

## Дискографія
- 2002 — Echobrain
- 2004 — Glean